# Adolfo Ballas
Adolfo Eliseo Ballas Azócar (Santiago, 26 de noviembre de 1932-ibíd., 10 de marzo de 2005), fue un abogado y político chileno. Fue alcalde fundador de la comuna de Vitacura (1991-1992).

## Biografía
Nació en 1932, hijo de Adolfo Ballas Drevet y Estela Azócar Betancourt.
Se recibió de abogado en la Universidad de Chile.
Se casó con Mónica Matte Valdés, con quien tuvo tres hijos,Adolfo, Vicente y Andrés Ballas Matte
Fue presidente del directorio de Empresa de Servicios Sanitarios Atacama y era dueño de la Distribuidora de Alimentos Dialsa.
Falleció en un accidente de tráfico el 10 de marzo de 2005.

## Carrera política
En sus comienzos integró la Juventud Conservadora. Durante el gobierno de Jorge Alessandri se desempeñó como secretario general de la Corporación de Fomento de la Producción (Corfo), agencia de desarrollo económico de Chile. En la década de 1960 se incorporó al Partido Nacional (PN).
Tras integrarse a la facción del PN que apoyó el «No» en el plebiscito de 1988, fue fundador y líder del Partido Alianza de Centro (PAC), el cual presidió entre 1993 y 1998. El 12 de agosto de 1991 el presidente Patricio Aylwin lo designó alcalde fundador de la Municipalidad de Vitacura. En 1998, tras el fin del PAC, fue fundador del nuevo Partido Liberal, del cual fue su presidente desde su creación hasta el año 2000. 
Además, entre 1994 y 2002 fue consejero del Consejo Superior de la Hípica Nacional, nombrado por el presidente de la República, el cual también presidió.